# Monte (Funchal)
Monte, inicialmente designada por Nossa Senhora do Monte, é uma freguesia portuguesa do município do Funchal,  com 18,65 km² de área e 5794 habitantes (censo de 2021). A sua densidade populacional é 310,7 hab./km².
Localiza-se a uma latitude 32.667 (32°40') Norte e a uma longitude 16.9 (16°54') Oeste. A freguesia compreende algumas das encostas norte do anfiteatro do Funchal, estando a uma altitude compreendida entre os 314 metros e os 1300 metros do Poiso.
A sua estrada principal liga o Funchal ao Faial.
A zona central do Monte situa-se na zona do Largo da Fonte (~540 metros alt.) e em seu redor. Nesta área encontram-se a famosa igreja de Nossa Senhora do Monte, o ponto de partida dos tradicionais carrinhos de cesto, os magníficos jardins do Monte e a antiga estação ferroviária que servia o Monte no trajeto que ligava a baixa do Funchal ao Terreiro da Luta.

## História
A freguesia de Nossa Senhora do Monte foi criada em 1565.
Ao longo da segunda metade do século XIX, tornou-se, como Sintra por influência germânica de Fernando II de Portugal, um refúgio romântico para as famílias abastadas do Funchal, que no Verão preferiam um clima mais fresco. Datam dessa época as inúmeras “quintas de lazer” - casas rodeadas por jardins e parque, e uma vista deslumbrante sobre a baía do Funchal - que distinguem a freguesia. Algumas podem hoje ser visitadas.
É o caso da Quinta Jardins do Imperador, última residência de Carlos I da Áustria, que escolheu viver no Monte o exílio a que foi forçado pela queda do Império Austro-Húngaro. A quinta, à época, chamava-se Quinta Cossart, nome de um anterior proprietário, e foi cedida à família imperial no exílio pela família Rocha Machado que a tinha entretanto adquirido.
O Imperador está sepultado na Igreja de Nossa Senhora do Monte. O coração, seguindo a tradição, está depositado em terras do império.
A quem possa interessar a ligação do Monte ao Império Austro-Húngaro, recomenda-se a leitura de A Corte do Norte de Agustina Bessa-Luís, passado ao cinema por João Botelho.
Como Sintra, também o Monte atraiu artistas, e alguns viveram nalgumas das suas quintas.
A pintora Martha Telles passou os Verões de infância na quinta da família, com o irmão António da Cunha Teles, cineasta. Agustina Bessa-Luís descreve esses Verões no livro Martha Telles, O castelo onde irás e não voltarás.
Lurdes de Castro viveu também na Quinta Cossart, cortesia do Governo Regional, que a comprou aos antigos proprietários.
O poeta Herberto Hélder é outro dos grandes nomes ligados ao Monte.
A partir de 1850, surgiu uma nova forma de transportar rapidamente as pessoas abastadas do Monte ao Funchal: os Carros de cesto do Monte, canapés em vime, almofadados a chita, sobre patins de madeira revestidos de couro ensebado, deslizando, pela força da gravidade e controlados por cordas, à retaguarda, por dois condutores a pé, os “carreiros”. 3 km de aventura. Subir, continuou a levar tempo e carros puxados a bois.
Até finais do século XIX, quando entrou em funcionamento o Caminho de Ferro do Monte, mais tarde prolongado até ao Terreiro da Luta (a cerca de 850 metros de altitude). Foi desactivado durante a Segunda Guerra Mundial mas, ainda hoje, o Caminho do Comboio lhe deve o nome. E uma das personagens principais de O Bazar Alemão de Helena Marques continua a usá-lo a cada novo leitor.
Actualmente, a ligação é também assegurada por teleférico até ao Funchal.
O Monte foi sempre uma das principais atrações turísticas da Ilha, que são muitas. Winston Churchill sempre preferiu, para as suas aguarelas, Câmara de Lobos.
A 15 de Agosto de 2017, durante as festas da padroeira, Nossa Senhora do Monte, uma árvore de grande porte caiu sobre o Largo da Fonte, matando treze pessoas e ferindo outras cinquenta. O acidente ocorreu quando a procissão se preparava para sair, encontrando-se o local cheio de gente, em especial romeiros que compravam velas para pagar as promessas. A árvore, um carvalho centenário de grande porte, da espécie Quercus robur, localizado na parte superior do Parque Leite Monteiro, há muitos anos que vinha demonstrando o seu estado caduco, apresentando o interior do tronco completamente podre e mineralizado. O Conselho do Governo, reunido em plenário, decretou o luto regional nos três dias seguintes. A 17 de agosto, o Governo Português decretou luto nacional para o dia seguinte, coincidindo com os funerais das vítimas do acidente.

## Demografia
Nota: Com lugares desta freguesia foi criada pelo decreto lei nº 40.421, de 6 de dezembro de 1955, a freguesia do Imaculado Coração de Maria.
A população registada nos censos foi:
| Distribuição da População por Grupos Etários | Distribuição da População por Grupos Etários | Distribuição da População por Grupos Etários | Distribuição da População por Grupos Etários | Distribuição da População por Grupos Etários |
| -------------------------------------------- | -------------------------------------------- | -------------------------------------------- | -------------------------------------------- | -------------------------------------------- |
| Ano                                          | 0-14 Anos                                    | 15-24 Anos                                   | 25-64 Anos                                   | > 65 Anos                                    |
| 2001                                         | 1311                                         | 1225                                         | 3890                                         | 1018                                         |
| 2011                                         | 862                                          | 818                                          | 3655                                         | 1366                                         |
| 2021                                         | 603                                          | 547                                          | 3125                                         | 1519                                         |

## Envolvência
Além dos famosos jardins, carros de cesto e da Igreja de Nossa Senhora do Monte, destacam-se nas encostas do Monte várias Quintas de traço típico com belos jardins de flora exótica, algumas das quais abertas ao público. Em redor do largo das babosas encontram-se os terminais de teleférico que ligam o Monte à baixa do Funchal e ao Jardim Botânico. O Monte é, também, local de partida para algumas levadas como seja a que liga o Monte à Camacha, passando pelo Curral dos Romeiros.
Na zona central do Monte encontram-se ainda unidades hoteleiras, tascas, restaurantes e um colégio.
Um pouco a sul na encosta, situa-se o Hospital dos Marmeleiros e centro de saúde adjacente.

## Geografia
O Monte situa-se na encosta funchalense limitada a leste pelo vale da ribeira de João Gomes (embora a encosta oposta a este vale a partir do Curral dos Romeiros pertença a esta freguesia) e a oeste pelo vale da Fundoa. A altitude aumenta com declive considerável desde a cota dos 300m até aos 1300m de altitude. Devido a esta topografia íngreme com pequenos vales de declives agudos e ravinas altas e  percursos de água associados, aliada à construção de habitações em locais perigosos, obstrução e entubamento de cursos de água e ainda a degradação da área florestal nas cotas mais altas, tem contribuído para que o Monte tenha sido fortemente atingido por catástrofes naturais como aluviões que a título de exemplo, no ano de 2010, provocaram mortos e feridos na freguesia, desabamento e soterramento de habitações e estradas. No Verão, durante vagas de calor, as zonas florestais são também muito afetadas por incêndios florestais.

## Clima
Por ser uma freguesia com grandes variações de altitude, apresenta vários micro climas dependendo do local, mas como título de exemplo, na área central da freguesia em torno do Largo da Fonte (~600m alt.), verifica-se um clima temperado oceânico, com temperaturas geralmente 3 a 5 graus inferiores às do Funchal,e cerca de 2500 mm de chuva anuais, um dos níveis mais altos de precipitação de toda a ilha. Durante o Verão, o Monte é afetado pelo chamado efeito de capacete do Funchal, um fenómeno em que durante a manhã começa acumulando nebulosidade no Monte e nas outras encostas do anfiteatro do Funchal avançando esta gradualmente até ao mar, até se dissipar com a chegada da noite. Nesta época de Verão as temperaturas média diárias rondam os 19 °C, embora a sensação real seja por vezes inferior devido à nebulosidade e brisa que se verificam com mais frequência nestas zonas altas. Durante o Inverno, a altitude das nuvens encontra-se frequentemente a esta cota, resultando em muitos dias de nevoeiro. As temperaturas médias diárias nesta altura do ano descem aos cerca de 14 °C e a precipitação é muito elevada, com chuvas que são muitas vezes torrenciais, sendo a precipitação algumas vezes em forma de granizo e ventos com rajadas que ultrapassam os 120 km/h.
Temperaturas baixas, algumas vezes negativas, são registadas neste local, como -1.5 °C em 1995 no Largo da Fonte, e -3.5 °C na Corujeira de Fora, em Março de 2011.

## Galeria

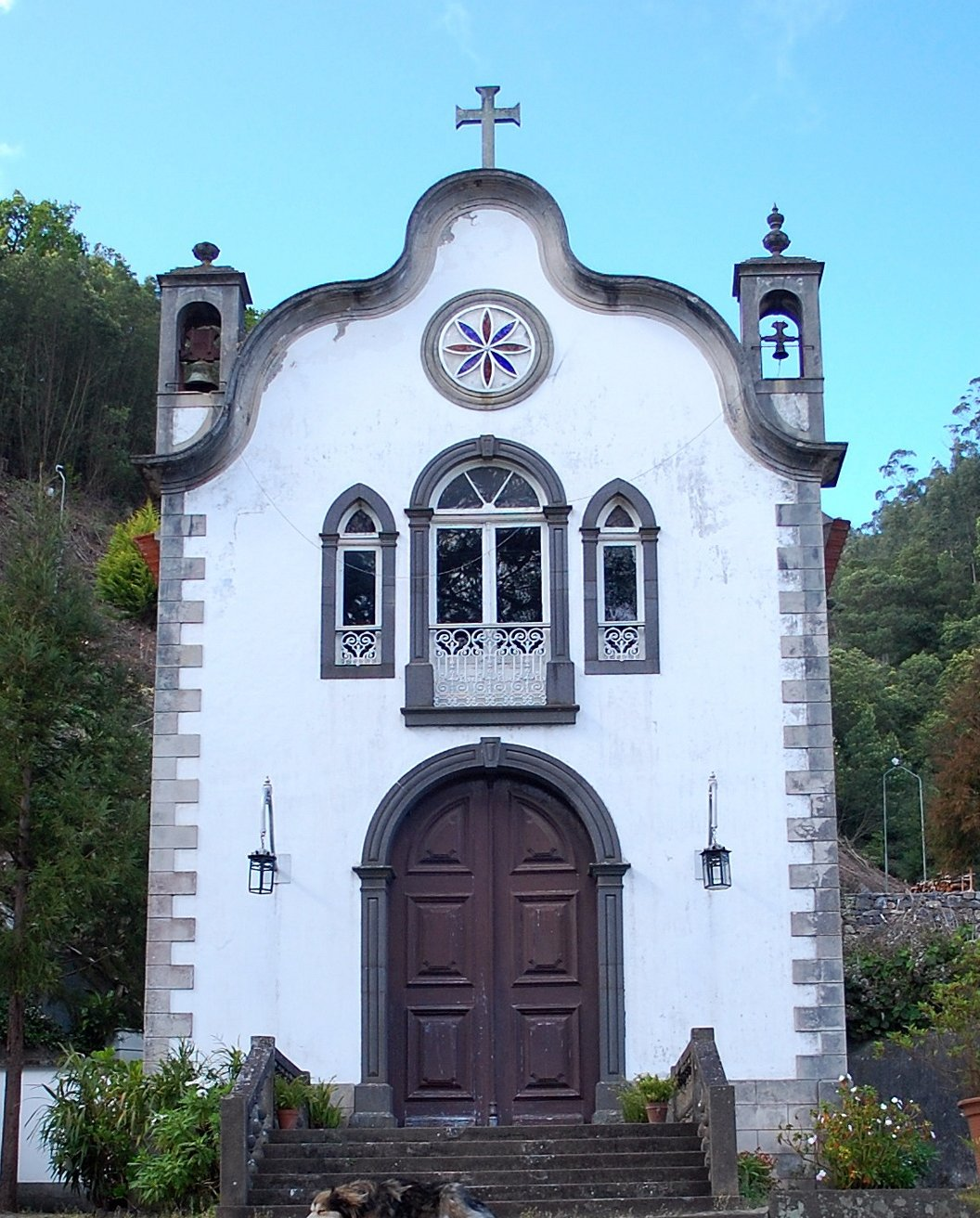
A capela de Nossa Senhora da Conceição, localizada nas Babosas, Monte, foi totalmente destruída pela força das águas no temporal na ilha da Madeira em 2010.
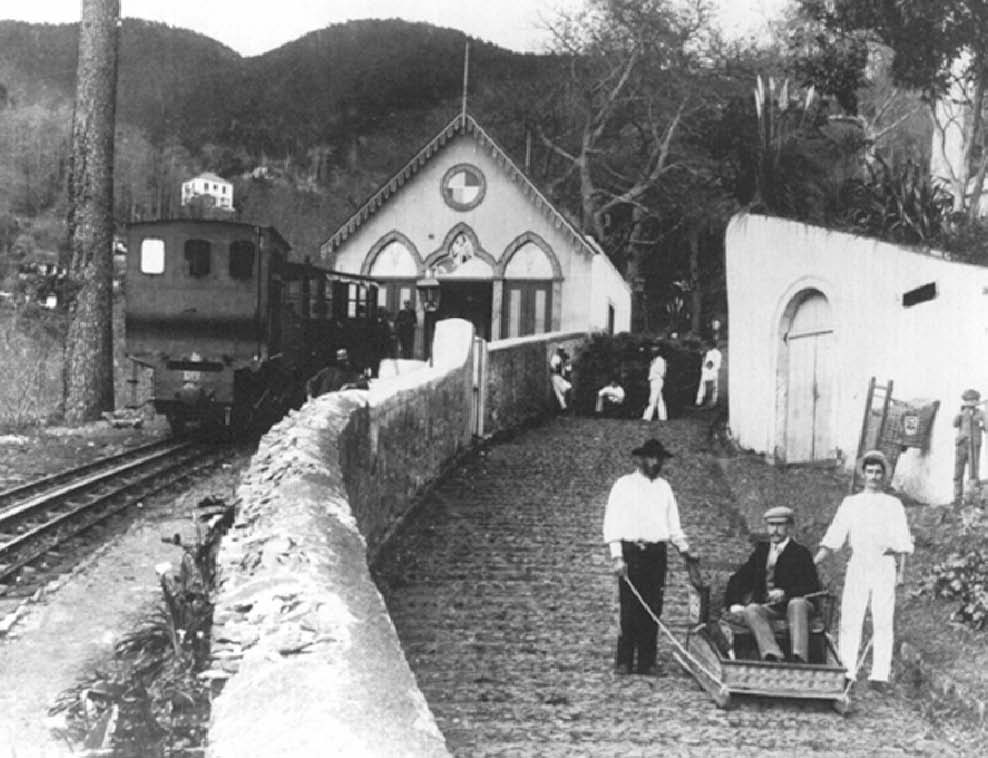
Estação perto do Hotel Monte Palace.
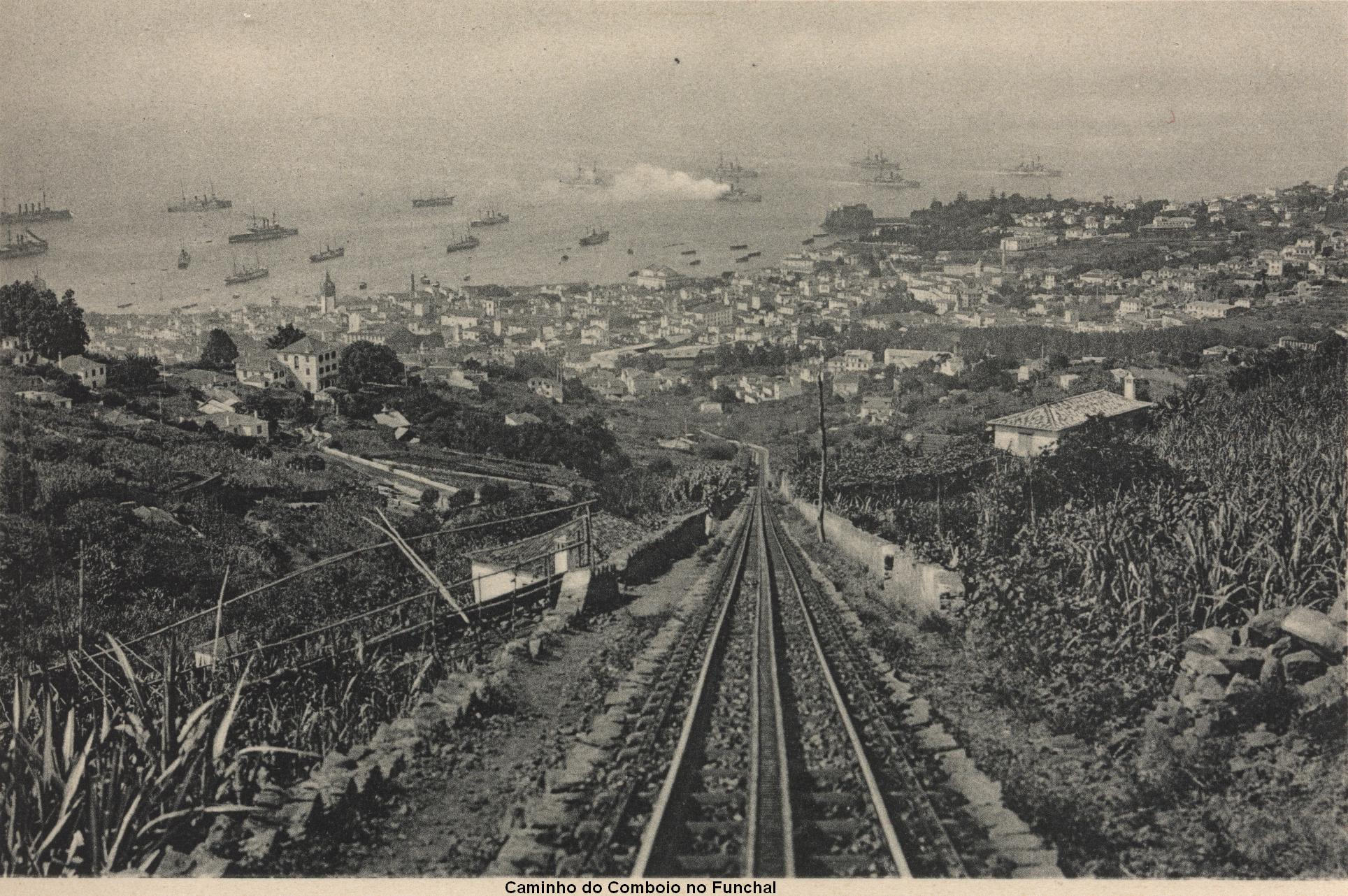
Funchal visto do caminho do comboio que subia ao Monte.